# Морская пехота Венесуэлы
Морская пехота Венесуэлы (исп. Infantería de Marina Venezolana), неоднократно реформированная, в настоящий момент составляет дивизию. Это одно из самых больших подразделений подобного рода в Латинской Америке.

## История
История морской пехоты Венесуэлы начинается в период борьбы за независимость от Испании, когда морские пехотинцы прежде всего сражались на судах и использовались для захвата кораблей противника и десантных операций против регулярной пехоты.
22 июля 1822 года, в связи с острой необходимостью создания собственных десантных сил флота, Генерал Франсиско де Паула Сантандер, являясь в то время Вице-Президентом Республики, своим декретом учредил батальон морской пехоты. После распада Великой Колумбии в 1830 году на морскую пехоту была возложена задача по защите побережья. Однако, в конце XIX века батальон был расформирован.
Второе рождение Корпуса относится к 1 июля 1938 года, когда президентским декретом была создана рота морской пехоты для размещения на кораблях. Вторая рота появилась 9 сентября 1943 года. 11 декабря 1945 года, Указом Президента № 107 морская пехота Венесуэлы была реорганизована в батальон. С тех пор эта дата отмечается морскими пехотинцами Венесуэлы как День образования Корпуса.
Местом базирования батальона стал маяк Пуэрто Кабейа (исп. Puerto Cabella). Позднее батальон был перемещён в Майкетию (исп. Maiquetía). 2-й батальон Морской пехоты был создан 4 февраля 1946 года и расквартирован в Пуэрто Кабейа. Ещё два батальона были созданы в 1958 и 1961 с соответственным базированием в Карупано (исп. Carúpano) и Пунто Фихо (исп. Punto Fijo).
В связи с новыми требованиями, предъявляемыми к морской пехоте, её организация неоднократно подверглась существенным изменениям с созданием таких подразделений как артиллерийский батальон, батальон амфибийных транспортёров, батальон связи, инженерный батальон и т. д. Не так давно Бригада Морской пехоты Венесуэлы была снова реорганизована и стала Дивизией Морской пехоты.

## Организация

### Дивизия
(исп. División)
- Дивизия морской пехоты «Генерал Симон Боливар» (исп. División de Infantería de Marina «General Simón Bolívar»)

### Маневренные подразделения
(исп. Unidades de Maniobra)
- 1-я бригада морской пехоты «Генерал Карлос Соублетте» (исп. 1a Brigada de Infantería de Marina «General Carlos Soublette»)
  - Батальон морской пехоты «Генерал Рафаэль Урданета» (исп. Batallón de Infantería de Marina «General Rafael Urdaneta»)
  - Батальон морской пехоты «Генералиссимус Франсиско де Миранда» исп. Batallón de Infantería de Marina «Generalísimo Francisco de Miranda»
  - Батальон морской пехоты «Контр-Адмирал Ренато Белуче» (исп. Batallón de Infantería de Marina «Contralmirante Renato Beluche»)
  - Батальон амфибийных транспортёров «Капитан Корвета Мануэль Понсе Люго» (исп. Batallón de Vehículos Anfibios «Capitán de Corbeta Miguel Ponce Lugo»)
- 2-я бригада морской пехоты «Контр-Адмирал Хосе Эугенио Эрнандес» (исп. 2a Brigada de Infantería de Marina «Contralmirante José Eugenio Hernández»)
  - Батальон морской пехоты «Генерал Симон Боливар» (исп. Batallón de Infantería de Marina «General Simón Bolívar»)
  - Батальон морской пехоты «Генерал Хосе Франсиско Бермудес» (исп. Batallón de Infantería de Marina «General José Francisco Bermúdez»)
  - Батальон морской пехоты «Маршал Антонио Хосе де Сукре» (исп. Batallón de Infantería de Marina «Mariscal Antonio José de Sucre»)
- Речная пограничная бригада «Генерал-Аншеф Хосе Антонио Паэс» (исп. Brigada Fluvial Fronteriza «General en Jefe José Antonio Páez»)
  - Речное командование оси Апуре — Ороноко «Генерал Мануэль Пиар» (исп. Comando Fluvial Eje Apure-Orinoco «General Manuel Piar»)
  - Речное пограничное командование «Бригадный Генерал Франс Рискес Ирибаррен» (исп. Comando Fluvial Fronterizo «General de Brigada Franz Risquez Iribarren»)
  - Речное пограничное командование «Лейтенант Корабля Хасинто Муньос» (исп. Comando Fluvial Fronterizo «Teniente de Navío Jacinto Muñoz»)
- Командование специальных операций «Генералиссимус Франсиско де Миранда» (исп. Comando de Operaciones Especiales «Generalísimo Francisco de Miranda»)
  - Бригада специальных операций «Генералиссимус Франсиско де Миранда» (исп. Brigada de Operaciones Especiales «Generalísimo Francisco de Miranda»)

### Подразделения боевой поддержки
(исп. Unidades de Apoyo de Combate)
- Инженерная бригада «Контр-Адмирал Хосе Рамон Йепес» (исп. Brigada de Ingeniería «Contralmirante José Ramón Yépez»)
  - Боевой инженерный батальон «Лейтенант Корабля Херонимо Ренгифо» (исп. Batallón de Ingenieros de Combate «Teniente de Navío Gerónimo Rengifo»)
  - Ремонтно-строительный батальон «Капитан Корабля Николас Хойи» (исп. Batallón de Mantenimiento y Construcción «Capitán de Navío Nicolas Jolly»)
  - Ремонтно-строительный батальон «Генерал Эсекиэль Самора» (исп. Batallón de Mantenimiento y Construcción «General  Ezequiel Zamora»)
  - Ремонтно-строительный батальон «Контр-Адмирал Хосе Мария Гарсия» (исп. Batallón de Mantenimiento y Construcción «Contralmirante José Maria García»)
- Батальон связи морской пехоты «Капитан Фрегата Фелипе Баптиста» (исп. Batallón de Comunicaciones de la Infantería de Marina «Capitán de Fragata Felipe Baptista»)
- Группа дивизионной артиллерии морской пехоты «Вице-Адмирал Лино де Клементе» (исп. Grupo de Artillería Divisionario de la Infantería de Marina «Vicealmirante Lino de Clemente»)

### Подразделения боевой поддержки и обслуживания
(исп. Unidades de Apoyo de Servicio de Combate)
- Батальон поддержки морской пехоты «Адмирал Люис Брион» (исп. Batallón de apoyo de la Infantería de Marina «Almirante Luís Brión»)

### Командование военно-морской полиции
(исп. Comando de Policía Naval)
- Полк военно-морской полиции «Верховный Маршал де Аякучо» (исп. Regimiento de Policía Naval «Gran Mariscal de Ayacucho»)
  - 1-й батальон военно-морской полиции «Капитан Корабля Хосе Алехо Троконис дель Мас» (исп. Batallón de Policía Naval Nº1 «Capitán de Navío José Alejo Troconis del Mas»)
  - 2-й батальон военно-морской полиции «Контр-Адмирал Матиас Падрон» (исп. Batallón de Policía Naval Nº2 «Contralmirante Matías Padrón»)
  - 3-й батальон военно-морской полиции «Контр-Адмирал Отто Перес Сеихас» (исп. Batallón de Policía Naval Nº3 «Contralmirante Otto Pérez Seijas»)
  - 4-й батальон военно-морской полиции «Капитан Корабля Хуан Даниэль Данельс» (исп. Batallón de Policía Naval Nº4 «Capitán de Navío Juan Daniel Danels»)

### Полк пополнения
(исп. Regimiento de Reemplazo)
- Полк пополнения морской пехоты «Контр-Адмирал Армандо Лопес Конде» (исп. Regimiento de Reemplazos de la Infantería de Marina «Contralmirante Armando López Conde»)

### Пункты управления
(исп. Puestos de Comando)
- Военно-морской пункт Мигель Эчеверриа (исп. Puesto Naval AF. Miguel Echeverria)
- Военно-морской пункт Кабрута (исп. Puesto Naval Cabruta)
- Военно-морской пункт Эль-Ампаро (исп. Puesto Naval El Amparo)
- Военно-морской пункт Эль-Бауль (исп. Puesto Naval El Baúl)
- Военно-морской пункт Энконтрадо (исп. Puesto Naval Encontrado)
- Военно-морской пункт Гуафитас (исп. Puesto Naval Guafitas)
- Военно-морской пункт Исла-Бапор (исп. Puesto Naval Isla Vapor)
- Военно-морской пункт Пуэрто-Аякучо (исп. Puesto Naval Puerto Ayacucho)
- Военно-морской пункт Пуэрто-Нутриас (исп. Puesto Naval Puerto Nutrias)
- Военно-морской пункт Пуэрто-Паэс (исп. Puesto Naval Puerto Páez)
- Военно-морской пункт Рио-Араука Интернасиональ (исп. Puesto Naval Río Arauca Internacional)
- Военно-морской пункт Сан-Карлос-де-Рио-Негро (исп. Puesto Naval San Carlos de Río Negro)
- Военно-морской пункт Сан-Фернандо-де-Апуре (исп. Puesto Naval San Fernando de Apure)
- Военно-морской пункт Сан-Фернандо-де-Атабапо (исп. Puesto Naval San Fernando de Atabapo)